# ویرلا سورینامنیسیس
ویرلا سورینامنیسیس (نام علمی: Virola surinamensis) نام یک گونه از فرمانرو گیاه است.